# 1997년 4월
| 1997년: 1월 · 2월 · 3월 · 4월 · 5월 · 6월 · 7월 · 8월 · 9월 · 10월 · 11월 · 12월 |

| <          | 1997년 4월 | 1997년 4월  | 1997년 4월 | 1997년 4월 | 1997년 4월 | >          |
| 일         | 월         | 화          | 수         | 목         | 금         | 토         |
|            |            | 1 2.24 계유 | 2 25 갑술  | 3 26 을해  | 4 27 병자  | 5 28 정축  |
| 6 29 무인  | 7 3.1 기묘 | 8 2 경진    | 9 3 신사   | 10 4 임오  | 11 5 계미  | 12 6 갑신  |
| 13 7 을유  | 14 8 병술  | 15 9 정해   | 16 10 무자 | 17 11 기축 | 18 12 경인 | 19 13 신묘 |
| 20 14 임진 | 21 15 계사 | 22 16 갑오  | 23 17 을미 | 24 18 병신 | 25 19 정유 | 26 20 무술 |
| 27 21 기해 | 28 22 경자 | 29 23 신축  | 30 24 임인 |            |            |            |

| 편집하기 |

## 1997년4월 28일
- 청주국제공항이 개항하다.

## 1997년4월 22일
- 투팍 아마루 반군에 의한 페루 리마 주재 일본 대사관 점거사건이 종료되다.

## 1997년4월 17일
- 대한민국 대법원이 전두환, 노태우 등 두 명의 전직 대통령에 대해 각각 무기징역과 징역 17년을 선고하였다. 또한 전두환은 2205억원, 노태우는 2628억원의 추징금도 함께 선고받았다.